# Charles R. Johnson
Charles Richard Johnson (Evanston, 23 aprile 1948) è uno scrittore statunitense.

## Biografia
Charles Richard Johnson è nato a Evanston, Illinois, il 23 aprile 1948.
Dopo gli studi alla Southern Illinois University e alla State University of New York, inizia la sua carriera come vignettista pubblicando due volumi nel 1970 e nel 1972.
Autore poliedrico, ha scritto quattro romanzi, tre raccolte di racconti, un libro per l'infanzia, numerosi saggi e testi filosofici principalmente incentrati sulla storia e i diritti degli afroamericani negli Stati Uniti.
Nel 1990 il suo romanzo Middle Passage sulla tratta atlantica degli schiavi africani ha vinto il National Book Award facendo dello scrittore il secondo autore nero, dopo Ralph Waldo Ellison, ad ottenere tale riconoscimento.

## Opere

### Narrativa

#### Romanzi
- (1974) Faith and the Good Thing
- (1982) Il racconto del mandriano (Oxherding Tale), Roma, edizioni E/O, 1990 ISBN 88-7641-087-2
- (1990) Middle Passage
- (1998) Dreamer

#### Racconti
- (1986) L'apprendista stregone (The Sorcerer’s Apprentice), Roma, Fahrenheit 451, 1996 ISBN 88-86095-19-8
- (2000) Soulcatcher and Other Stories
- (2005) Dr. King’s Refrigerator and Other Bedtime Stories

#### Narrativa per l'infanzia
- (2013) The Adventures of Emery Jones, Boy Science Wonder: Bending Time scritto con la figlia Elisheba Johnson

### Vignette
- (1970) Black Humor
- (1972) Half-Past Nation Time

### Filosofia
- (1970) Being and Race: Black Writing Since
- (2010) Philosophy: An Innovative Introduction: Fictive Narrative, Primary Texts, and Responsive Writing

### Saggistica
- (1997) Black Men Speaking
- (1998) Africans in America
- (1999) I Call Myself an Artist: Writings by and about Charles Johnson
- (2000) King: The Photobiography of Martin Luther King Jr.
- (2003) Turning the Wheel: Essays on Buddhism and Writing
- (2004) Passing the Three Gates: Interviews with Charles Johnson
- (2014) Taming the Ox: Buddhist Stories, and Reflections on Politics, Race, Culture, and Spiritual Practice
- (2015) The Words and Wisdom of Charles Johnson
- (2016) The Way of the Writer: Reflections on the Art and Craft of Storytelling